# تغطية لبية

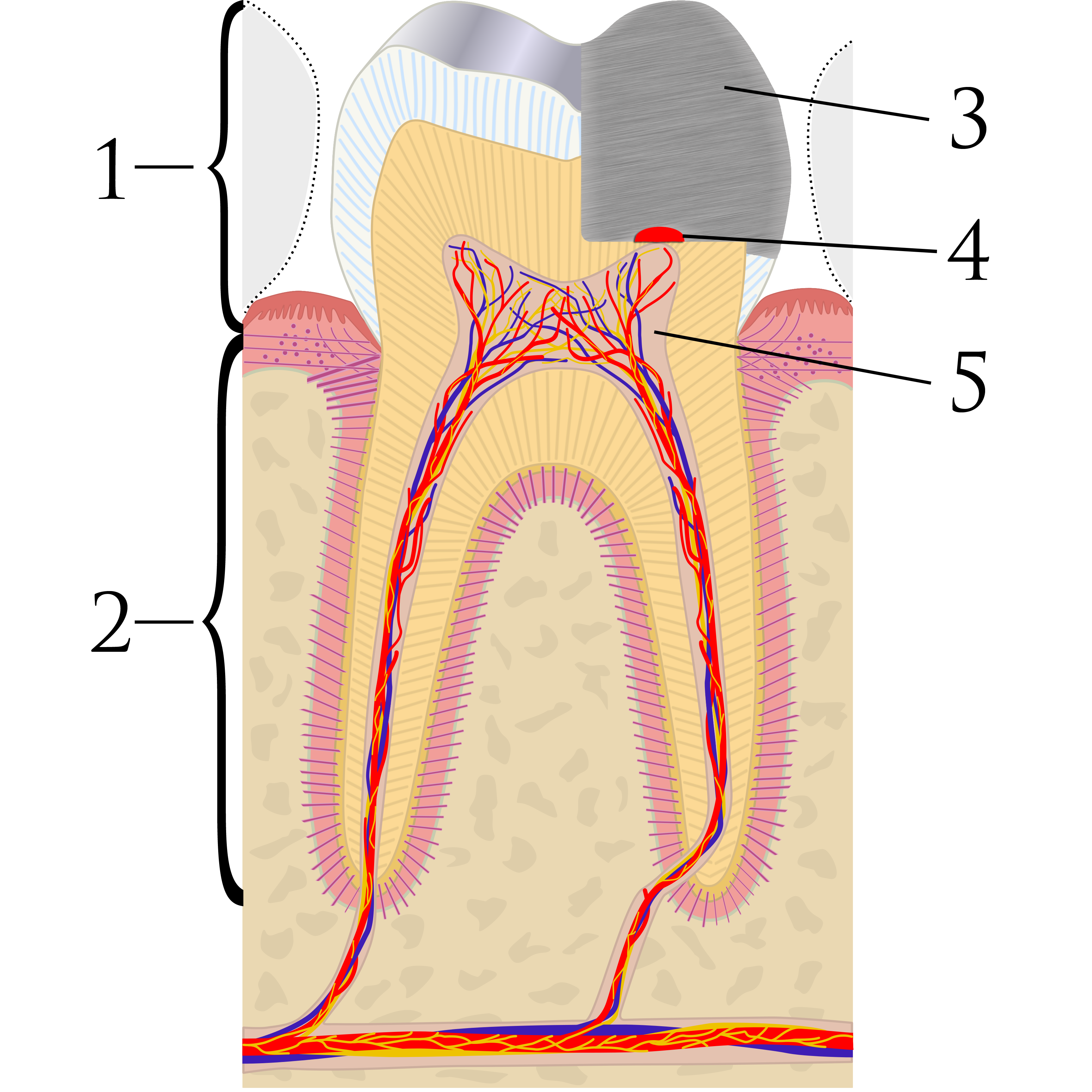
المادة المخففة للألم توضع فوق اللب المتكشف بشكل تام أو بشكل جزئي: 1) التاج 2) الجذر 3) الترميم 4) الغطاء اللبي 5) الحجرة اللبية.

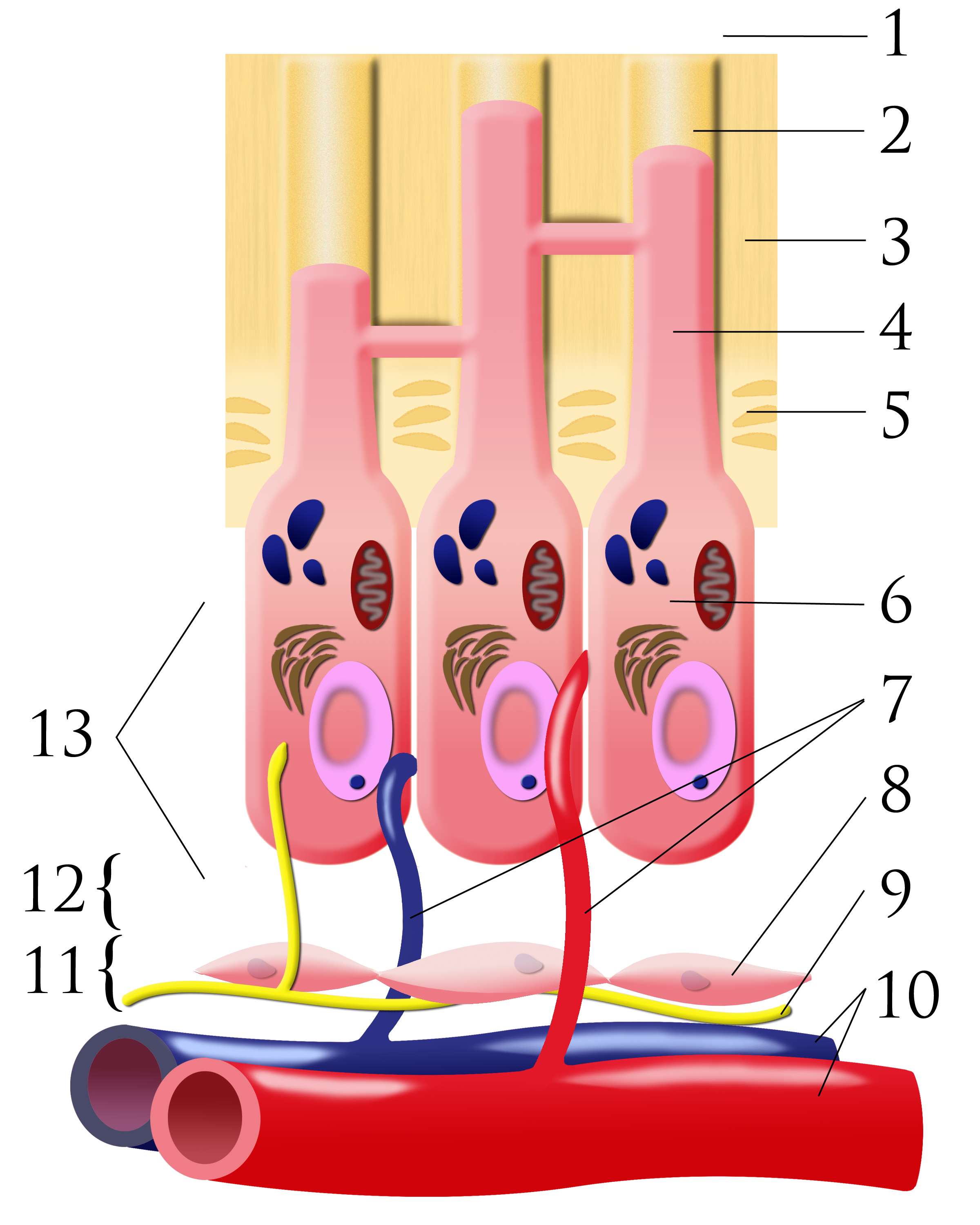
الملتقى العاجي اللبي: 1) خارج السن/الميناء 2) الأنبوب العاجي 3) العاج 4) استطالة الخلايا المصورة للعاج 5) العاج البدئي 6) الخلايا مصورة العاج 7) الأوعية الدموية الشعرية 8) الخلايا المصورة للألياف 9) عصب 10) شريان/وريد 11) المنطقة الغنية بالخلايا 12) المنطقة الفقيرة بالخلايا 13) الحجرة اللبية.

التغطية اللبية هي تقنية تستخدم في الترميمات السنية لحماية لب السن من الموت، بعد تكشفها التام أوالجزئي نتيجة لتحضير الحفرة السنية. عندما يُزال التسوس من سن ما فإن الميناء والعاج الضعيفان يتم ازالتهما أيضا، وهذا قد يؤدي إلى تكشف لب السن بشكل تام أو جزئي والذي يسبب التهاب جذر السن. ان التهاب جذر السن بالمقابل قد يصبح غير قابل للعكس (غير ردود) مسببا الألم والموت للب السن والذي يتطلب إما المعالجة اللبية السنية أو الخلع.
الهدف الأساسي لتغطية لب السن أو الإزالة التدريجية للتسوس هو حماية حجرة لب السن وتجنب القيام بالمعالجة اللبية السنية.
لحماية الحجرة اللبية من الانتكاس عند وصول المعالجة السنية قرب اللب على طبيب الأسنان وضع ضمادة مخففة للألم، مثل هيدروكسيد الكالسيوم أو محلول الMTA. هاتان المادتان تحميان اللب من العوامل المتلفة (الحرارة، البرودة، البكتريا) وتحرض المنطقة الغنية بالخلايا المصورة للب السن لوضع جسر من العاج الإصلاحي.
إن تشكل العاج عادة يبدأ خلال 30 يوم من بدء التغطية اللبية (يمكن أن يكون هناك تأخير في تشكيل العاج إذا كانت الخلايا مصورات العاج مصابة خلال إزالة الحجرة) وعلى الأكثر يحتاج ل130 يوم لإتمام التشكل.:491-494
يمكننا أن نميز نوعين من التغطية اللبية: التغطية اللبية المباشرة حيث توضع الضمادة مباشرة فوق الحجرة اللبية المكشوفة أما في التغطية غير المباشرة نُبقي طبقة رقيقة من العاج المتلين فوق الحجرة وفوقها ضمادة وقائية بحيث إذا تمت إزالتها فإن الحجرة ستتكشف.
التغطية اللبية المباشرة هي عملية بخطوة واحدة بينما التغطية اللبية غير المباشرة فهي على خطوتين خلال فترة علاج تصل إلى 6 أشهر.

## التغطية اللبية المباشرة
هذه التقنية تستعمل عندما يحدث تكشف للب السن، إما بسبب تمدد التسوس إلى الحجرة اللبية أو بطريق الخطأ خلال إزالة التسوس. هذه التغطية تكون فعالة فقط إذا كان التكشف ناتجاً عن طريق الخطأ (أي أن العاج غير مصاب) وليس هنالك أي ألم تلقائي في الماضي القريب ويتم تطبيق مادة عازلة للبكتيريا.
عند حدوث التكشف للسن فإن السن يُعزل من اللعاب لحمايته من المضاعفات باستخدام الحاجز المطاطي، في حالة عدم وجوده مسبقا، بعد ذلك يتم غسيل السن وتجفيفه ويُوضع مادة وقائية، متبوعة بمادة ترميمية سنية والتي تشكل طبقة عازلة للبكتريا والذي يحمي اللب من العدوى. بما أن التغطية اللبية لا تحافظ على حيوية اللب، فيتوجب على طبيب الأسنان مراقبة السن لمدة لا تقل عن سنة بعد المعالجة.

## التغطية اللبية غير المباشرة (الإزالة التدريجية للتسوس)
التغطية اللبية غير المباشرة هي (بالإنجليزية: indirect pulp capping)‏ الإجراء المتبع في حال بقاء جزء صغير من العاج النخر في أعمق منطقة من الحفرة والشعور بناءً على المحاكمة العقلانية واستناداً إلى الفحص السريري بأن إزالة هذا النحر ستؤدي إلى انكشاف اللب فأنه يمكننا ترك العاج النخر في وضعه وترميم الحفرة.
نظرياً يجب إزالة كل عاج نخر مصاب متبدل اللون متلين أما العاج المنخفض أملاحه المعدنية فهو الجزء الوحيد من العاج الذي يمكن تركه
أن تقانة تلوين العاج باستخدام محلول 0.5%basic Fuchsinpropylen glycol يمكن أن تساعد على التمييز بين الطبقات المختلفة من العاج النخر إذ أن صبغة الفوكسين Fuchsin تلون الجزء المصاب من العاج بشكل واضح عن غيره وهذا ما يساعد على تمييز الجزء الواجب إزالته.
أن إمكان شفاء المجموعة اللبية العاجية المتاخمة للعاج النخر هي غير أكيدة ومن جهة ثانية فان الدراسات المخبرية والسريرية تشير إلى إمكان استرداد العاج النخر معدنه, وتعد ماءات الكالسيوم Calcium hydroxide
المطبقة على العاج النخر المادة المختارة لذلك. والمواد المكونة من ال silica مثل ال calcium silicate وهي المفضلة في الاستخدام بين الاطباء لخصائصها البيولوجية وقدرتها على العزل التام. وإن نهج إعادة التمعدن يؤدي إلى صلابة في العاج
وكما ذكرنا تصبح التغطية غير المباشرة هي طريقة حل وسط أو بديل للمعالجة. وان أي عاج متبق بشكل غير مقصود لا يمكن تفسيره على أنه إجراء روتيني للتغطية غير المباشرة وأن كلا الطبيب والمريض يجب أن يكون على دراية بهذه الحلول الوسط التي تتضمنها هذه المعالجة الخاصة .ومن مسؤولية طبيب الأسنان أن يحيط المريض علماً بمخاطر هذه المعالجة.

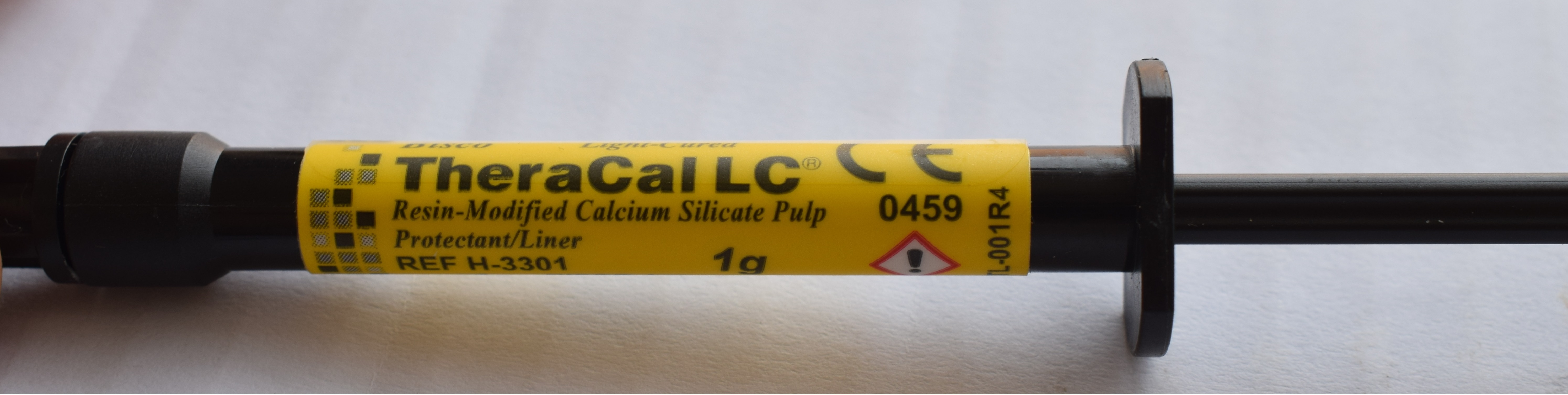
استخدام الكالسيوم سيليكيت في التغطية اللبية

هي تقنية تستعمل عندما تتم إزالة القسم الأكبر من التسوس من حفرة عميقة مع بقاء طبقة رقيقة من العاج المتلين فوق الحجرة السنية والتي إذا تمت إزالتها فإن اللب سينكشف والذي سيسبب التهاب اللب غير الردود. للحول دون ذلك فإن طبيب الأسنان يتعمد ترك طبقة لينة (غير مصابة بشكل كبير بالتسوس) من العاج في مكانها ويستخدم طبقة من مادة وقائية سنية مؤقتة والتي تحرض على إعادة التمعدن للعاج الملين فوق اللب السني وعلى وضع العاج الثالثي من قبل الخلايا مصورات العاج في الحجرة اللبية.
يتم وضع حشوة مؤقتة للحفاظ على المادة السنية في مكانها. بعد 6 أشهر يُعاد فتح الحفرة على أمل أن نجد كمية كافية من العاج السليم (جسر عاجي) ويتم إزالة أي زوائد عاجية لينة لوضع الحشوة السنية الدائمة.
هذه العملية برمتها تدعى «الإزالة التدريجية للتسوس» 

### تعديل التغطية غير المباشرة
هو التجريف التدريجي المتتالي ففي الزيارة الأولى يتم التجريف للغالبية العاج النخر ولكن ليس بشكل كامل
- ثم يغطى العاج المتبقي بماءات الكالسيوم وتسد الحفرة بأسمنت أكسيد الزنك والاوجينول مدة (8-12) أسبوعا
- ثم تفتح بعدها الأجراء التجريف النهائي
1. إذا لم يحدث ألم عند التجريف وبدت الحفرة نظيفة واللب غير منكشف فأن وضع الحشوة النهائية يتمم المعالجة
2. إذا أنكشف اللب أثناء التجريف فيجب أجراء المعالجة اللبية المناسبة